# Stamicarbon
 (octobre 2023).
Stamicarbon B.V. est le centre des licences et des propriétés intellectuelles du groupe d'ingénierie italien Maire Tecnimont S.p.A. de la technique de fabrication de l'urée et fournit des services de suivi conçus pour garantir le meilleur fonctionnement possible de l'usine d'urée tout au long de son exploitation. La société Stamicarbon est implantée à Sittard-Geleen, aux Pays-Bas.

## Histoire

### Introduction
Depuis sa création en 1947 jusqu'en 2009, Stamicarbon B.V. était une filiale de Dutch State Mines (DSM). En 2009, la société a été vendue au groupe d'ingénierie italien Maire Tecnimont SpA,. 
DSM avait créé la société Stamicarbon dans le but de gérer son portefeuille de brevets et de concéder des licences pour utilisation de sa technologie. En 1947, DSM était avant tout une société minière de charbon et Stamicarbon B.V. était alors responsable de la vente de la technologie des usines de préparation du charbon. Le nom de l'entreprise reflète son origine : « Stami » : « State Mines » et « carbon » : charbon,. Au cours des années suivantes, suivant la transition progressive des activités de DSM de l'extraction du charbon vers les produits chimiques dérivés du charbon et, plus tard, du gaz naturel, le portefeuille technologique de Stamicarbon s'est élargi pour inclure un certain nombre d'autres produits, notamment l'urée et la mélamine, un dérivé de l'urée, le caprolactame, le polyéthylène, le phénol  et le caoutchouc EPDM.
En 2002, à la suite du rachat des activités pétrochimiques de DSM par la société saoudienne SABIC, les activités de licence pour toutes les techniques, à l'exception de l'urée et du LLDPE, ont été transférées à la filiale de SABIC, SABTEC. La licence de la mélamine a été reprise par OCI Nitrogen.

## Production
Les spécialités de Stamicarbon B.V. : 
- Urée - leader mondial de la conception et de la construction d'usines de production d'urée pour l'industrie des engrais : les techniques de production d'engrais, les techniques de réduction des émissions et toutes les techniques d'intégration de l'urée et des processus adjacents. L'entreprise a réalisé plus de 260 usines d'urée dans le monde et plus de 110 projets de réorganisation et d'optimisation d'usines existantes.
- Numérique - pilotage automatique de la fabrication, formation du personnel et plusieurs autres fonctions développées par la filiale Stami Digital,
- Ammoniac vert - la filiale Stami Green Ammonia dispose des licences technologiques et des services d’ingénierie pour construire des usines d’ammoniac vert et upgrader les usines existantes dans le cadre d’une solution technique hybride visant à rendre la production d’engrais existante plus durable.
- Acide nitrique - Stamicarbon B.V. propose les technologies d'acide nitrique mono et double pression. L'acide nitrique est un composé chimique important, dont environ 80 % de la production totale est destinée à l'industrie des engrais. La société a conçu plus de 40 usines d'acide nitrique dans le monde.

### Le passage à l'Urée

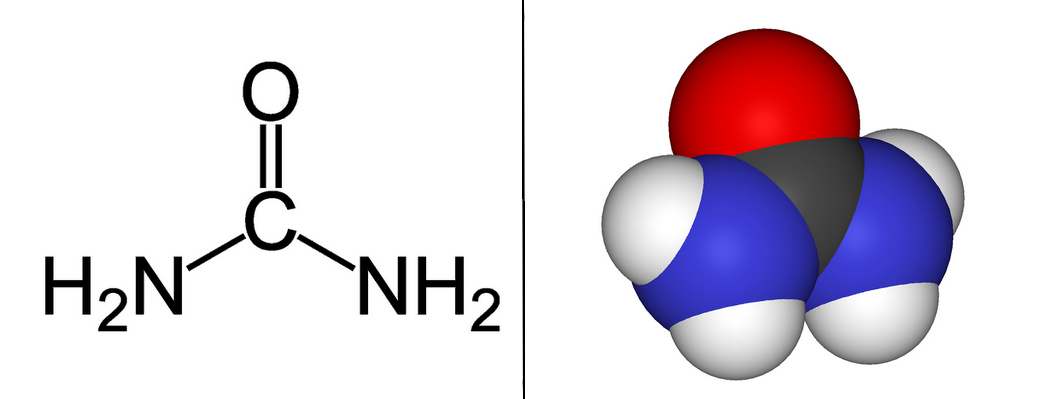
l'Urée

Bien que l’urée connaisse un certain nombre d’utilisations industrielles, elles ont été éclipsées par l’ampleur de son utilisation comme engrais azoté. L'urée a la teneur en azote la plus élevée (46 % en poids) de tous les engrais azotés solides reconnus et, à partir du début des années 1950, son utilisation n'a cessé d'augmenter, remplaçant progressivement à la fois le sulfate d'ammonium, qui était autrefois le produit dominant, et un produit concurrent, le nitrate d'ammonium. En 2010, le marché s'élevait à environ 170 millions de tonnes par an et a continué de croître à un taux annuel d'environ 3 %. D’ici 2025, la production alimentaire mondiale devra doubler pour répondre à la demande alimentaire d’environ 8 milliards d'individus. Étant donné que les surfaces cultivées ont tendance à diminuer plutôt qu'à augmenter, le surplus de nourriture devra être produit en augmentant le rendement à l'hectare des terres agricoles. L’utilisation d’engrais, en particulier d’urée, a déjà fortement contribué à résoudre ce problème. En décembre 1953, lorsque DSM a démarré son activité de fabrication d'urée, la société a pris la décision de ne pas acheter une licence pour une technique existante mais plutôt de développer sa propre technique en interne. 
En 1957, Stamicarbon B.V. a vendu sa première licence de production d'urée à la société Carbochimique de Tertre, en Belgique, pour une usine d'une capacité de 70 tonnes par jour (tpj). En raison de la croissance du marché mondial, l'urée occupe une place importante dans le portefeuille de Stamicarbon B.V..

## Symposium
Tous les quatre ans, Stamicarbon B.V. organise son symposium sur l'urée, au cours duquel les nouveaux développements techniques sont présentés et des contacts sont établis ou renouvelés. Organisé pour la première fois en 1966, auquel ont participé 31 participants, représentant 16 titulaires de licence de 11 pays, le public invité a été élargi pour inclure des entrepreneurs et des fournisseurs d'équipements. La participation au symposium de 2016 s'élevait à 300 personnes.